# زوسن
شهر زوسن (به آلمانی: Süßen) در ایالت بادن-وورتمبرگ در کشور آلمان واقع شده‌است.